# Seiko・index
『Seiko・index』（セイコ・インデックス）は、松田聖子の2枚目のベスト・アルバム。1982年7月1日に発売された。発売元はCBS・ソニー。

## 概要
1981年11月発売の『聖子・fragrance』に続く通算2枚目のベスト・アルバム。デビュー曲「裸足の季節」から「赤いスイートピー」までのシングルA面8タイトルに、B面・アルバム曲から厳選された4曲を追加した全12曲が収録されている。アナログ盤のみポートレートが封入されている。なお、当ベスト盤発売時の最新シングル「渚のバルコニー」は収録されていない。
マスター・サウンド（当時のソニーが持てる技術を駆使した最高音質）仕様盤も発売されている。『聖子・fragrance』が2006年7月19日発売のCD-BOX『Seiko Matsuda』において初めてCD化されたのに対し、本作はベスト盤の中では最も早い同年11月にCD化されている。
74枚組CD-BOX『Seiko Matsuda』では、LPサイズジャケットで復刻・リマスタリング音源の上、収められた。

## 収録曲

### LP / CT
| #         | タイトル                 | 作詞      | 作曲       | 編曲       | 時間  |
| --------- | ------------------------ | --------- | ---------- | ---------- | ----- |
| 1.        | 「青い珊瑚礁」           | 三浦徳子  | 小田裕一郎 | 信田かずお | 3:38  |
| 2.        | 「夏の扉」               | 三浦徳子  | 財津和夫   | 大村雅朗   | 3:29  |
| 3.        | 「SQUALL」               | 三浦徳子  | 小田裕一郎 | 大村雅朗   | 3:43  |
| 4.        | 「白いパラソル」         | 松本隆    | 財津和夫   | 大村雅朗   | 3:29  |
| 5.        | 「いちご畑でつかまえて」 | 松本隆    | 大瀧詠一   | 多羅尾伴内 | 3:49  |
| 6.        | 「裸足の季節」           | 三浦徳子  | 小田裕一郎 | 大村雅朗   | 3:43  |
| 合計時間: | 合計時間:                | 合計時間: | 合計時間:  | 合計時間:  | 21:51 |

| #         | タイトル               | 作詞      | 作曲       | 編曲       | 時間  |
| --------- | ---------------------- | --------- | ---------- | ---------- | ----- |
| 1.        | 「赤いスイートピー」   | 松本隆    | 呉田軽穂   | 松任谷正隆 | 3:37  |
| 2.        | 「チェリーブラッサム」 | 三浦徳子  | 財津和夫   | 大村雅朗   | 3:20  |
| 3.        | 「風は秋色」           | 三浦徳子  | 小田裕一郎 | 信田かずお | 4:08  |
| 4.        | 「制服」               | 松本隆    | 呉田軽穂   | 松任谷正隆 | 3:33  |
| 5.        | 「冬の妖精」           | 松本隆    | 大瀧詠一   | 多羅尾伴内 | 3:42  |
| 6.        | 「風立ちぬ」           | 松本隆    | 大瀧詠一   | 多羅尾伴内 | 4:34  |
| 合計時間: | 合計時間:              | 合計時間: | 合計時間:  | 合計時間:  | 22:54 |

### CD
| #         | タイトル                 | 作詞      | 作曲       | 編曲       | 時間  |
| --------- | ------------------------ | --------- | ---------- | ---------- | ----- |
| 1.        | 「青い珊瑚礁」           | 三浦徳子  | 小田裕一郎 | 信田かずお | 3:38  |
| 2.        | 「夏の扉」               | 三浦徳子  | 財津和夫   | 大村雅朗   | 3:29  |
| 3.        | 「SQUALL」               | 三浦徳子  | 小田裕一郎 | 大村雅朗   | 3:43  |
| 4.        | 「白いパラソル」         | 松本隆    | 財津和夫   | 大村雅朗   | 3:29  |
| 5.        | 「いちご畑でつかまえて」 | 松本隆    | 大瀧詠一   | 多羅尾伴内 | 3:49  |
| 6.        | 「裸足の季節」           | 三浦徳子  | 小田裕一郎 | 大村雅朗   | 3:43  |
| 7.        | 「赤いスイートピー」     | 松本隆    | 呉田軽穂   | 松任谷正隆 | 3:37  |
| 8.        | 「チェリーブラッサム」   | 三浦徳子  | 財津和夫   | 大村雅朗   | 3:20  |
| 9.        | 「風は秋色」             | 三浦徳子  | 小田裕一郎 | 信田かずお | 4:08  |
| 10.       | 「制服」                 | 松本隆    | 呉田軽穂   | 松任谷正隆 | 3:33  |
| 11.       | 「冬の妖精」             | 松本隆    | 大瀧詠一   | 多羅尾伴内 | 3:42  |
| 12.       | 「風立ちぬ」             | 松本隆    | 大瀧詠一   | 多羅尾伴内 | 4:34  |
| 合計時間: | 合計時間:                | 合計時間: | 合計時間:  | 合計時間:  | 45:25 |

### 曲解説
1. 青い珊瑚礁
  - 2枚目のシングルA面曲 (1980.7.1)。
  - 第31回NHK紅白歌合戦 歌唱曲。第53回選抜高等学校野球大会 入場行進曲。グリコ・アイスクリーム ″ヨーレル″ CM曲。
2. 夏の扉
  - 5枚目のシングルA面曲 (1981.4.21)。
  - 第32回NHK紅白歌合戦 歌唱曲。資生堂 ″エクボ″ ミルキィフレッシュのCMソング。その後、2010年7月にサントリーの飲料　″ビタミンウォーター″　のテレビCMにも使用された。
3. SQUALL
  - ファースト・アルバム『SQUALL』のタイトル曲 (1980.8.1)。
  - 発売からしばらくはコンサートで歌われる機会が多かったようであるが、ある時期から歌うのが恥ずかしくなって封印していた、とファンクラブの会報誌上で本人の口から語られた。
4. 白いパラソル
  - 6枚目のシングル (1981.7.21)。A面曲では、この曲で松本隆を初起用。
5. いちご畑でつかまえて
  - 4枚目のオリジナル・アルバム『風立ちぬ』収録曲 (1981.10.21)。
  - アルバム収録テイクと違い、イントロのドラム部分がカットされている。
6. 裸足の季節
  - デビューシングルA面曲 (1980.4.1)。資生堂 洗顔料 ″エクボ″ のコマーシャルソング。
7. 赤いスイートピー
  - 8枚目のシングルA面曲 (1982.1.21)。
8. チェリーブラッサム
  - 4枚目のシングルA面曲 (1981.1.21)。
  - 松田聖子は自分の楽曲に対して否定的なことを言うことはまずないが、この曲に関しては「当時はあまり好きでなかった」と発言したことがある。しかし、それは今は凄く好きであるという事実を述べる流れの中で発言されたもので、実際近年(20周年以降)のコンサートでは、ほぼ毎回歌われている。
9. 風は秋色
  - 3枚目のシングルA面曲 (1980.10.1)。資生堂 ″エクボ ミルキィフレッシュ″ のCMソング。
  - オリコンでは本作から1位を獲得し、最終的に24作連続1位を記録した。松田聖子の全シングル中、第3位の売上を記録している（2007年現在）。
10. 制服
  - 8枚目のシングル「赤いスイートピー」のB面曲。
  - B面曲だが2003年に行われたベスト・アルバム制作のためのリクエストでも、シングルA面を除いたリクエスト部門で2位を獲得した。
11. 冬の妖精
  - 4枚目のオリジナル・アルバム『風立ちぬ』収録曲。
  - 2005年から2006年に明けるカウントダウンライブで披露された。ライブDVD『SEIKO MATSUDA COUNT DOWN LIVE PARTY 2005-2006』で視聴可能。
12. 風立ちぬ
  - 7枚目のシングルA面曲 (1981.10.7)。松田自身が出演したグリコ ″ポッキー″ のCMソング。

## 関連作品
- Seiko Matsuda